# Eva Dyrberg
Eva Dyrberg (ur. 17 lutego 1980 w Kopenhadze) – duńska tenisistka profesjonalna, występująca na kortach w latach 1999–2003.
Eva to tenisistka praworęczna, posługująca się oburęcznym uderzeniem bekhendowym. Grę w tenisa rozpoczęła w wieku sześciu lat. W trakcie zawodowej kariery jej trenerami byli Ola Kristiansson i Tine Scheuer-Larsen. Jest córką Christiana i Gunhild, ma siostrę Annę.
W roku 1998 wygrała juniorski Wimbledon w grze podwójnej i Mistrzostwa Europy. Rok później podjęła decyzję o przerwaniu studiów w szkole wyższej i jednocześnie rozpoczęła karierę zawodową. 31 grudnia 1998 została liderką deblowej klasyfikacji juniorskiej. Tego samego dnia osiągnęła także najwyższą pozycję w klasyfikacji singlowej do lat osiemnastu, a było to miejsce dwudzieste piąte.
Obiecująca kariera juniorska nie okazała się jednak prorocza wobec dalszej przyszłości tenisowej Dunki. Jej największe osiągnięcia turniejowe to ćwierćfinał w Antwerpii z 2002 roku i finał gry podwójnej w Knokke-Heist w 2000. Ponadto wielokrotnie triumfowała w kobiecych imprezach rangi ITF. W latach 1997–2003 (z przerwą w 2002) regularnie reprezentowała Danię w rozgrywkach Pucharu Federacji.
W 2002 w ramach turnieju w Indian Wells pokonała Magdalenę Maleewą w dwóch setach, ponadto w Miami dwa tygodnie później prowadziła z Venus Williams 6:4, 2:2, zanim przegrała. Pięciokrotnie próbowała swoich sił w turniejach wielkoszlemowych, począwszy od Australian Open 2002 na Australian Open 2003 kończąc. Za każdym razem odpadała w pierwszej rundzie, trafiając zazwyczaj na faworytki całej imprezy, na przykład Lindsay Davenport i Anastazji Myskinie. Po porażce w pierwszej rundzie w Melbourne z nieznaną bliżej Koreanką zaprzestała startów w zawodowych turniejach.

## Wygrane turnieje rangi ITF
| turnieje z pulą nagród 100 000 $ |
| turnieje z pulą nagród 75 000 $  |
| turnieje z pulą nagród 50 000 $  |
| turnieje z pulą nagród 25 000 $  |
| turnieje z pulą nagród 15 000 $  |
| turnieje z pulą nagród 10 000 $  |

### Gra pojedyncza
|    | Data       | Turniej   | Kat. | ($)    | Naw.     | Finalistka         | Wynik    |
| 1. | 08/11/1998 | Rungsted  | ITF  | 10 000 | dywanowa | Maret Ani          | 6:3, 6:4 |
| 2. | 21/03/1999 | Aszkelon  | ITF  | 25 000 | twarda   | Tetiana Perebyjnis | 6:4, 6:4 |
| 3. | 19/03/2000 | Lizbona   | ITF  | 10 000 | ziemna   | Marina Samolenko   | 6:3, 6:0 |
| 4. | 11/02/2001 | Redbridge | ITF  | 25 000 | twarda   | Claudine Schaul    | 6:2, 6:2 |

## Finały juniorskich turniejów wielkoszlemowych

### Gra podwójna (2)
| Końcowy wynik | Rok  | Turniej   | Nawierzchnia | Partnerka       | Przeciwniczki                  | Wynik finału |
| Zwyciężczyni  | 1998 | Wimbledon | Trawiasta    | Jelena Kostanić | Petra Rampre Iroda Tulyaganova | 6:2, 7:6(5)  |
| Zwyciężczyni  | 1998 | US Open   | Twarda       | Kim Clijsters   | Jelena Dokić Evie Dominikovic  | 7:6, 6:4     |